# オルガ・クルジャノフスカヤ
オルガ・クルジャノフスカヤ（ロシア語: Хржановская, Ольга Викторовна、ラテン文字転写: Olga Khrzhanovskaya、1980年6月9日 - ）は、ロシアの元女子バレーボール選手。旧姓はオルガ・チュカノワ。現役時代のポジションはセッター。元ロシア代表。

## 来歴
- クラブチーム

カザフスタンのカラガンダ州テミルタウ出身。1996年、ウラロチカ・エカテリンブルクに入団。8年間在籍し、ロシアスーパーリーグでは2000/01、2002/03、2003/04シーズンの3度優勝を果たした。2001/02シーズンのロシアスーパーリーグではベストサーバー賞を受賞した。2004年、Dynamo-Yantar Kaliningradへ移籍し、5年間プレーした。2009/10シーズンはUniversitet-Tekhnolog Belgorodでプレーした。2010年、ディナモ・カザンに移籍し、2010/11～2012/13シーズンにかけてのロシアスーパーリーグで3連覇を果たし、ロシアカップでは2度のタイトルを獲得した。2012年の欧州チャンピオンズリーグでは3位となった。2013年に現役を引退した。
- 代表チーム

アンダーカテゴリーの代表として1996年、ジュニアの欧州選手権で銀メダルを獲得した。1997年、U-20世界選手権に出場し金メダルを獲得した。同年にシニア代表に初選出され、ワールドグランプリでデビューした。同年の欧州選手権、グラチャンでは金メダルを獲得した。1998年、日本で開催された世界選手権では銅メダルを獲得した。1999年、ワールドグランプリで金メダルを獲得した。2001年に代表復帰し、グラチャンでは銀メダルを獲得した。2002年、ワールドグランプリで金メダルを、世界選手権で銅メダルを獲得した。2004年、アテネ五輪世界最終予選に出場し、本戦の出場権獲得に貢献した。同年8月のアテネ五輪に出場した。

## 球歴
- オリンピック - 2004年
- 世界選手権 - 1998年、2002年
- グラチャン - 1997年、2001年
- 欧州選手権 - 1997年
- ワールドグランプリ - 1997年、1998年、1999年、2002年、2003年、2004年

## 受賞歴
- 2002年　2001/02ロシアスーパーリーグ　ベストサーバー賞

## 所属クラブ
- ウラロチカ・エカテリンブルク（1996-2004年）
- Dynamo-Yantar Kaliningrad（2004-2009年）
- Universitet-Tekhnolog Belgorod（2009-2010年）
- ディナモ・カザン（2010-2013年）